# Nordisk Kvindelitteraturhistorie
Bogværket Nordisk Kvindelitteraturhistorie (årene 1000-1990) består af i alt fem bind, fire tekstbind og et afsluttende selvstændigt biobibliografisk leksikon over 821 forfatterskaber, og udkom i 1993-1998.

## Hensigt
En ambitiøs vision om en sammenhængende fremstilling af kvindelitteraturhistorien i hele Norden. Værket er af den redigerende og biobibliografiske gruppe selv anset for at være et græsrodsprojekt med et idealistisk sigte.

## Tilblivelse
Nordisk Kvindelitteraturhistorie er redigeret af Elisabeth Møller Jensen (hovedredaktør), Eva Hættner Aurelius og Anne-Marie Mai i 1993-1996. Elisabeth Møller Jensen skriver, i afsnittet ”Om bogværket”, om de metodiske overvejelser i forhold til litteraturhistoriografien, at man besluttede at gøre kvinderne fri fra den traditionelle litteraturhistoriske tradition og tænke de kvindelige forfatterskaber frit og forfra.
Over 100 kvindelige litterater over hele Norden har bidraget til værket, hvor fællesnævneren har været (med Elisabeth Møller Jensens ord): ”en stor åbenhed i vurderingen af de enkelte forfatterskaber, så lidt ideologi og så stor frihed for den enkelte skribent som overhovedet muligt under hensyntagen til helheden.”
"Alle involverede redaktører og skribenter var fælles om den erfaring, at den gængse litteraturhistorie udgør en næsten ren kongerække afbrudt af enkelte dronninger,...vi var blevet undervist i mandlige forfatterskaber. Den tradition havde de fleste af os selv [senere (red.)] været med til at bryde i vores egen undervisning, hvor vi tog fat på de kvindelige forfattere, som vi gjorde til genstand for forskning og udgivelse".

Elisabeth Møller Jensen skriver videre:
"Den helt uvurderlige udvidelse af vores egen forståelse af, hvad kvinders litteratur er, og kan tilbyde sine læsere, ville vi gerne dele med kommende generationer. Aldrig mere, tænkte vi, skal der skrives nationale litteraturhistorier uden hensyn til kvindelige forfattere. Nu fortæller vi verden, hvor stort og rigt et stof, der hidtil er blevet overset, undervurderet eller endnu ikke forstået og fortolket" 

## Værkets bind
- Bind 1, I Guds navn 1000-1800 (1993)
- Bind 2, Faderhuset  – om 1800-tallet (1993)
- Bind 3, Vide verden 1900-1960 (1996)
- Bind 4, På Jorden 1960-1990 (1997)
- Bind 5, Liv og værk , Leksikonbind (1998)

## Tema-artikelsamlinger
- AT HUSKE[3]
- AT REJSE[4]
- AT SKRIVE[5]
- DET 21.ÅRH. LITTERATUR[6]
- GENNEMBRUD[7]
- MODERSKAB[8]
- RELIGIØSITET[9]
- SALONER[10]
- SEKSUALITET[11]
- SELVMORD[12]
- STORBYEN[13]
- QUEER[14]

## Publikation
Værket er udgivet i bogform 1993-1998, digitaliseret og lanceret som web Nordic Women´s Literature (NWL) i 2012 af Kvinfo og Syddansk Universitet, SDU.
Projektet med digitaliseringen blev påbegyndt i 2010 og i første omgang afsluttet 2012. Derefter fulgte en større opdatering med i alt 24 artikler, hvoraf de første 10 blev tilgængelige i 2014, de sidste 14 i 2016 under temaet ”Det 21. århundredes litteratur”. Disse 24 artikler blev samtidig udgivet i bogform i 2017 med titlen Nordisk kvindelitteraturhistorie. Over alle grænser 1990-2015, redigeret Af Anne Marie Mai. I 2025 er 10 artikler kommet til under temaet ”Queer” – de findes ikke i bogform (red. af Camilla Schwartz, Anne Scott Sørensen og Karen Hvidtfeldt)

## Anmeldelser
Da projektet afsluttedes i år 2000, havde det været på en eventyrlig sejrsmarch igennem det svenske kritikerfelt. Et pragtværk både i form og indhold var man blevet enige om. Adskillige indvendinger og spørgsmål blev luftet, men de havde den konstruktive effekt, at centrale problemer omkring genre, kanon og vurdering igen kom i søgelyset, og fremskyndede en værdifuld, videnskabelig dialog.
En anmelder af første bind mente at det var "blevet et både vægtigt, smukt og anderledes litteraturhistorisk værk". Første bind fik uden tvivl den mest positive modtagelse, og blev berømmet for sin essay-agtige, engagerende stil, sit smukke layout og for det gode samspil mellem ord og billede.
I dansk sammenhæng gav kritikerne udtryk for, at kvindesynsvinklen opløser de gængse litteraturhistoriske periodeinddelinger og indbyder til en ny kanon, at kvindelitteraturhistorien forrykker den konsensus og samstemmighed der hidtil har hersket, at den har en uvurderlig værdi som kulturhistorisk dokumentation for kvindelige forfatteres liv og kunstneriske virke, og at sammenstillingen af stof fra de nordiske lande åbner for helt nye overraskende sammenhænge og hidtil usete paralleludviklinger og korrespondancer mellem de nordiske forfattere.
At værket samlet set gav ophav til en række uforenelige bedømmelser – præget af polarisering i den forstand, at man ofte finder både positive og negative vurderinger af det samme fænomen – gør også opmærksom på den mangfoldighed, som har kendetegnet litteraturhistorieskrivning i de seneste årtier.
Ved udgivelsen af værkets sidste bind er kritikerne enige om, at takket være Nordisk kvindelitteraturhistorie er udgangspunktet for at skrive litteraturhistorie ændret for altid.

## Forfattere omtalt (listeform)

### A
- Karen Lydia Aabye (1904-1982) Danmark
- Conradine Barner Aagaard (1839-1920) Danmark
- Jane Aamund (1936-2019) Danmark
- Jorunn Aanderaa (1934- ) Norge
- Berte Canutte Aarflot (1795-1859) Norge
- Karin Sophie Adlersparre (1823-1895) Sverige
- Eva Adolfsson (1942-2010) Sverige
- Hanne Aga (1947-2019) Norge
- Ragnhild Agger (1918-2017) Danmark
- Alfhild Teresia Agrell (1849-1923) Sverige*
- Catharina Ahlgren (1734-1800) Sverige
- Gunnel Maria Ahlin (1918-2007) Sverige
- Klara Ahnfelt (1819-1896) Sverige
- Emilia Margareta Ahnfelt-Laurin (1832-1894) Sverige
- Marianne Ahrne (1940- ) Sverige
- Naja Marie Aidt (1963- ) Danmark
- Inger-Mari Aikio (1961- ) Finland
- Eva Ingrid Elisabet Alexanderson (1911-1994) Sverige
- Inger Alfvén (1940-2022) Sverige
- Gertrud Johanne Almqvist (1875-1954) Sverige
- Marianne Alopaeus (1918-2014) Finland
- Ann-Charlotte Alverfors (1947-2018) Sverige
- Elin Améen (1852-1913) Sverige
- Elle(N) Andersdatter (1600-1643) Danmark
- Annemette Kure Andersen (1962-) Danmark
- Astrid Hjertenæs Andersen (1915-1985) Norge
- Dortea Birkedal Andersen (1957-) Danmark
- Lisbeth Smedegaard Andersen (1934- ) Danmark
- Vita Andersen (1944-2021) Danmark
- Ingrid Andersson (1918-1994) Sverige
- Mary Andersson (1929-2020) Sverige
- Herdís Andrésdóttir (1858-1939) Island
- Ólína Andrésdóttir (1858-1935) Island
- Hilma Kristina Elisabeth Angered-Strandberg (1855-1927) Sverige
- Nicoline Magdalene Roll (Nini) Anker (1873-1942) Norge
- Gerda Antti (1929- ) Sverige
- Agneta Birgitte Ara (1945- ) Finland
- Britt Arenander (1941-2022) Sverige
- Siv Arb (1931-2015) Sverige
- Nína Björk Árnadóttir (1941-2000) Island
- Birthe Arnbak (1923-2007) Danmark
- Benedicte Arnesen-Kall (1813-1895) Danmark
- Ester Kristina (Stina) Aronson (1892-1956) Sverige
- Ingrid Helena Arvidsson (1919- ) Sverige
- Sólveig Ása (1945-2015) Island
- Elise Sofie Aubert (1837-1909) Norge
- Sun Axelsson (1935-2011) Sverige

### B
- Barbro Backberger (1932-1999) Sverige
- Sophia Lovisa Charlotte Baden (1740-1824) Danmark
- Lola Baidel (1951- ) Danmark
- Solvej Balle (1962- ) Danmark
- Bodil Bech (1889-1942) Danmark
- Margareta Wilhelmina (Greta) Beckius (1886-1912) Sverige
- Gunnel Beckman (1910-2003) Sverige
- Lisbeth Bendixen (1923-2004) Danmark
- Emma Erika Bendz (1858-1927) Sverige
- Victoria (pseud. Ernst Ahlgren) Benedictsson (1850-1888) Sverige
- Märta Berendes (1639-1717) Sverige
- Maria (pseud. Pali-Maja) Berg (1784-1867) Finland
- Anne-Marie Berglund (1952-2020) Finland
- Maria Bergom-Larsson (1942- ) Sverige
- Anna Albertina Elisabeth Bergstrand-Poulsen (1887-1955) Sverige
- Kerstin Bergström (1934-2014) Sverige
- Helga Bergvall (1907-1978) Sverige
- Jenny Berthelius (1923-2019) Sverige
- Efie Beydin (1958- ) Danmark
- Sille Henrikke Christine Beyer (1803-1861) Danmark
- Charlotta Dorothea Biehl (1731-1788) Danmark
- Sigrid Bielke (1620-1679) Sverige
- Vibeke Bild (1597-1650) Danmark
- Christina Regina Von Birchenbaum (1651-1651) Finland
- Birgitta Af Vadstena (1303-1373) Sverige
- Louise Cathrine Elisabeth (pseud. Elisabeth Martens) Biørnsen (1824-1899) Danmark
- Unnur Benediktsdóttir (pseud. Hulda) Bjarklind (1881-1946) Island
- Bríet Bjarnhéðinsdóttir (1856-1940) Island
- Ulla Lovisa Bjerne (1890-1969) Sverige
- Karen Bjerresø (1922-2004) Danmark
- Sissel Solbjørg Bjugn (1947-2011) Norge
- Ingeborg Björklund (1897-1974) Sverige
- Elsa Andrea Elisabeth Björkman-Goldschmidt (1888-1982) Sverige
- Arkadia Emelie Björkstén (1823-1896) Finland
- Halldóra B. Björnsson (1907-1968) Island
- Jenny Frederikke Blicher-Clausen (1865-1907) Danmark
- Ellen-Sylvia Blind (1925-2009) Sverige
- Karen Christenze Blixen (1885-1962) Danmark
- Anni Blomqvist (1909-1990) Finland
- Anna Boberg (1864-1935) Sverige
- Ester Bock (1936- ) Danmark
- Mari Boine (1956- ) Norge
- Eline Boisen (1813-1871) Danmark
- Anna Bondestam (1907-1995) Finland
- Jytte Borberg (1917-2007) Danmark
- Betty Borchsenius (1850-1890) Danmark
- Connie Bork (1958- ) Danmark
- Heidi Von Born (1936-2018) Sverige
- Anna Jacobs Daatter Borrebye (1708 -1762) Danmark
- Birgitta Boucht (1940- ) Finland
- Birgitte Catharine Boye (1742-1824) Danmark
- Karin Boye (1900-1941) Sverige
- Anna Brade (1465-?) Danmark
- Karen Brahe (1657-1736) Danmark
- Sophie Ottesdatter Brahe (1559-1643) Danmark
- Hanne Bramness (1959- ) Norge
- Anne Sophie Brandt (1784-?) Danmark
- Gerd Brantenberg (1941- ) Norge
- Anna Mathilda Charlotta Branting (1855-1950) Sverige
- Anne Margrethe Bredal (1655-1729) Danmark
- Diana Bredenberg (1963-2005) Finland
- Marie Bregendahl (1867-1940) Danmark
- Toril Brekke (1949- ) Norge
- Fredrika Bremer (1801-1865) Sverige
- Sophia Elisabet Brenner (1659-1730) Sverige
- Elin Margrethe Brodin (1963- ) Norge
- Irja Browallius (1901-1968) Sverige
- Masine Steinou (Massi) Bruhn (1846-1895) Danmark
- Therese Brummer (1833-1896) Danmark
- Friederike Brun (1765-1835) Danmark
- Tine Bryld (1939-2011) Danmark
- Suzanne Brøgger (1944- ) Danmark
- Kirstine Brøndum (1950- ) Danmark
- Johanne Buchardt (1908-1948) Danmark
- Magdalene Sophie Buchholm (1758-1825) Norge
- Catharina Burea (1601-1678) Sverige
- Hanna Butenschøn (1851-1928) Norge
- Eva-Stina Byggmästar (1967- ) Finland
- Anna Fickesdotter Bylow (1443-1519) Sverige
- Anna-Lisa Bäckman (1941- ) Finland
- Cecil Bødker (1927-2020) Danmark
- Anne Bøe (1956- ) Norge
- Kari Bøge (1950- ) Norge
- Helena (Lena) Börjeson (1879-1976) Sverige

### C
- Minna Canth (1844-1897) Finland
- Franziska Carlsen (1817-1876) Danmark
- Anna Cederlund (1884-1910) Sverige
- Ditte Cederstrand (1915-1984) Danmark
- Camilla Christensen (1957- ) Danmark
- Inger Christensen (1935-2009) Danmark
- Martha Christensen (1926-1995) Danmark
- Mathilde (Illa) Christensen (1851-1922) Danmark
- Dronning Christina (1626-1689) Sverige
- Solveig (pseud. for Solveig Christophersen) Christov (1918-1984) Norge
- Iben Claces (1974- ) Danmark
- Bente Clod (1946 - ) Danmark
- Adolphine Marie Colban (1814-1884) Norge
- Jacobine Camilla Collett (1813-1895) Norge
- Sigrid Combüchen (1942- ) Sverige
- Anna Dorthea Crondahl (1684-1761) Danmark

### D
- Vilborg Dagbjartsdóttir (1930-2021) Island
- Marianna Debes Dahl (1947- ) Færøerne
- Tora Armida Dahl (1886-1982) Sverige
- Gro Dahle (1962- ) Norge
- Ulla Dahlerup (1942- ) Danmark
- Ursula Dahlerup (1840-1925) Danmark
- Barbro Elisabeth Dahlin (1940-2000) Sverige
- Ann Margret Dahlquist-Ljungberg (1915-2002) Sverige
- Tora Dardel (1899-1995) Sverige
- Johanna Eleonora De La Gardie (1661-1708) Sverige
- Camilla Deleuran (1971- ) Danmark
- Lydia Didriksen (1957- ) Færøerne
- Tove Irma Margit Ditlevsen (1917-1976) Danmark
- Hildur Dixelius (1879-1969) Sverige
- Elisabeth Dored (1908-1972) Norge
- Emmy Drachmann (1854-1928) Danmark
- Jette Drewsen (1943- ) Danmark
- Conradine Dunker (1780-1866) Norge
- Ellen Margrethe Duurloo (1888-1960) Danmark

### E
- Inger Edelfeldt (1956- ) Sverige
- Karen Marie Edelfeldt (1971- ) Danmark
- Dagmar Edqvist (1903-2000) Sverige
- Cordelia Edvardson (1929-2012) Sverige
- Ylva Eggehorn (1950- ) Sverige
- Olga Eggers (1875-1945) Danmark
- Catharina Elisabeth (Betty) Ehrenborg-Posse (1818-1880) Sverige
- Astrid Margrethe Ehrencron-Kidde (1874-1960) Danmark
- Marianne Ehrenström (1773-1867) Sverige
- Adelaide Ehrnrooth (1826-1905) Finland
- Inga-Brita Ehrström (1915-1966) Sverige
- Ellen Einan (1933-2013) Norge
- Málfríður Einarsdóttir (1899-1983) Island
- Sigríður Frá Munaðarnesi Einarsdóttir (1893-1973) Island
- Unnur Eiríksdóttir (1921-1976) Island
- Anne Marie Ejrnæs (1946- ) Danmark
- Karin Valborg Ek (1885-1926) Sverige
- Margareta Ekarv (1936-2014) Sverige
- Maja Ekelöf (1918-1989) Sverige
- Hedda Ekman (1860-1929) Sverige
- Kerstin Lillemor Ekman (1933- ) Sverige
- Margareta Ekström (1930-2021) Sverige
- Anna Lenah Maria Elgström (1884-1968) Sverige
- Sophie Elkan (1853-1921) Sverige
- Sigrid Elmblad (1860-1926) Sverige
- Anne Karin Elstad (1938-2012) Norge
- Magli Elster (1912-1993) Norge
- Solveig Elvira Emtö (1927- ) Finland
- Agneta Enckell (1957- ) Finland
- Karen (pseud. for Karen Nielsen) Enevold (1896-1994) Danmark
- Dorothe Engelbretsdatter (1634-1716) Norge
- Christina Englund (1974- ) Danmark
- Loka Enmark (1931-2012) Sverige
- Kjersti Ericsson (1944- ) Norge
- Inge Eriksen (1935-2015) Danmark
- Helena Eriksson (1962- ) Sverige
- Ing-Marie Eriksson (1932- ) Sverige
- Ingeborg Signe Nanna Erixson (1902-1993) Sverige
- Karo(Line) Espeseth (1903-1991) Norge

### F
- Monika Kristine Fagerholm (1961- ) Finland
- Amalia Fahlstedt (1853-1923) Sverige
- Ilia Marie Fibiger (1817-1867) Danmark
- Mathilde Lucie Fibiger (1830-1872) Danmark
- Linnea Fjällstedt (1926-2015) Sverige
- Kate Fleron Jacobsen (1909-2006) Danmark
- Emilie Flygare-Carlén (1807-1892) Sverige
- Emilia Maria Fogelklou (1878-1972) Sverige
- Nina Foighel (1954- ) Danmark
- Tua Forsström (1947- ) Finland
- Ellen Francke (1943-1990) Norge
- Marianne Fredriksson (1927-2007) Sverige
- Katarina Frostenson (1953- ) Sverige
- Maria Furuhjelm (1846-1916) Finland

### G
- Cille Gad (1675-1711) Norge
- Emma Gad (1852-1921) Danmark
- Hulda Karen Garborg (1862-1934) Norge
- Ebba Maria De La Gardie (1658-1697) Sverige
- Maria Euphrosyne De La Gardie (1625-1687) Sverige
- Iris Garnov (1939- ) Danmark
- Margareta Garpe (1944- ) Sverige
- Jane Elise Wilhelmina Gernandt-Claine (1862-1944) Sverige
- Ulrikka S. Gernes (1965- ) Danmark
- Maria Giacobbe (1928- ) Danmark
- Suzanne Giese (1944-2012) Danmark
- Anne Giøe (1609-1681) Danmark
- Ragnhild Goldschmidt (1828-1890) Danmark
- Sørine Gotfredsen (1967- ) Danmark
- Anna Katrine Graff (1887-1962) Norge
- Elsa Grave (1918-2003) Sverige
- Laura Karoline Graves (1858-1932) Danmark
- Elsa Gress (1919-1988) Danmark
- Vigdís Grímsdóttir (1953- ) Island
- Maria Gripe (1923-2007) Sverige
- Alexandra Gripenberg (1857-1913) Finland
- Gunilla Grubb (1692-1729) Sverige
- Elisabeth Grundtvig (1856-1945) Danmark
- Ingeborg Anders-Datter Grytten (1668-1705) Norge
- Karna Birk Grønbech (1872-1957) Danmark
- Vibeke Grønfeldt (1947- ) Danmark
- Oddný Guðmundsdóttir (1908-1985) Island
- Rósa Guðmundsdóttir (også kaldet Vatnsenda-Rósa) (1795 - 1855) Island
- Þuríður Guðmundsdóttir (1939- ) Island
- Katrine Marie Guldager (1966- ) Danmark
- Abela Maria Gullbransson (1775-1822) Sverige
- Álfrún Gunnlaugsdóttir (1938-2021) Island
- Thomasine Gyllembourg (1773-1856) Danmark
- Magdalena Beata (Malin) Gyllenkrok (1788-1862) Sverige
- Maria Gustava Gyllenstierna (1672-1737) Sverige

### H
- Magnhild Haalke (1885-1984) Norge
- Bergljot Hobæk Haff (1925-2016) Norge
- Ingeborg Refling Hagen (1895-1989) Norge
- Inger Johanne Hagerup (1905-1985) Norge
- Märta Elisabeth Hallblad (1729-1808) Sverige
- Ruth Anna Helena Halldén (1927-2014) Sverige
- Britt G(Erda) Hallqvist (1914-1997) Sverige
- Inger Haldis Halvari (1952- ) Finland
- Kirsten Hammann (1965- ) Danmark
- Elsa Hammar-Moeschlin (1879-1950) Sverige
- Marie Hamsun (1881-1967) Norge
- Henriette Marie Kirstine Hanck (1807-1846) Danmark
- Aase Hansen (1893-1981) Danmark
- Bente Hansen (1940-2022) Danmark
- Billa Hansen (1864-1951) Færøerne
- Elisabeth Ane Lisbeth Hansen (1774-1853) Danmark
- Eva Hemmer Hansen (1913-1983) Danmark
- Inger Elisabeth Hansen (1950- ) Norge
- Johanna Maria Skylv Hansen (1877-1974) Færøerne
- Kirsten Dorothea Aagaard Hansen (1850-1902) Norge
- Carola Hansson (1942- ) Sverige
- Aasta Hansteen (1824-1908) Norge
- Auður Haralds (1947- ) Island
- Ingibjörg Haraldsdóttir (1942-2016) Island
- Ebba Haslund (1917-2009) Norge
- Petra (pseud. Lulla) Hauan (1856-1884) Norge
- Sonja Hauberg (1918-1947) Danmark
- Rinna Frederikke Elisabeth Hauch (1811-1896) Danmark
- Cindy Haug (1956-2018) Norge
- Torill Thorstad Hauger (1943-2014) Norge
- Wendela Hebbe (1808-1899) Sverige
- Hedvig Elisabeth Charlotta (1759-1818) Sverige
- Elisabeth Pedersdatter Heeboe (1643-1703) Danmark
- El(E)Vine Heede (1820-1883) Norge
- Ellen Heiberg (1930-2013) Danmark
- Johanne Luise Heiberg (1812-1890) Danmark
- Leena Helka (1924-2015) Finland
- Helle Helle (1965- ) Danmark
- Merete Pryds Helle (1965- ) Danmark
- Maria Helleberg (1956- ) Danmark
- Guðrið Helmsdal (1941- ) Færøerne
- Bettina Heltberg (1942-2024) Danmark
- Grethe Heltberg (1911-1996) Danmark
- Agnes Kathinka Malling Henningsen (1868-1962) Danmark
- Lene Henningsen (1967- ) Danmark
- Vera Henriksen (1927-2016) Norge
- Ebba Hentze (1930-2015) Færøerne
- Elsa Heporauta (1883-1960) Finland
- Jensína Henríetta (pseud. Henríetta Frá Flatey) Hermannsdóttir (1886-1955) Island
- Marie Hermanson (1956- ) Sverige
- Elisabet Hermine Hermodsson (1927-2017) Sverige
- Gurli Hertzman-Ericson (1879-1954) Sverige
- Christina Hesselholdt (1962- ) Danmark
- Lisbet Hiide (1956- ) Norge
- Rut Gunhild Hillarp (1914-2003) Sverige
- Ella Viola Hillbäck (1914-1979) Sverige
- Anna Maria (Maj) Hirdman (1888-1976) Sverige
- Laila (tidl. Hietamies) Hirvisaari (1938-2021) Finland
- Marit Hivand (1936- ) Finland
- Christina Charlotta Hiärne (1722-1804) Sverige
- Vigdis Hjorth (1959- ) Norge
- Sofia Hjärne (1780-1860) Finland
- Gunvor Hofmo (1921-1995) Norge
- Gro Holm (1878-1949) Norge
- Sandra Margaretha Holm (1943-1987) Danmark
- Torfhildur Þorsteinsdóttir Hólm (1845-1918) Island
- Anna Margareta (Greta) Holmgren (1870-1961) Sverige
- Sara Holmsten (1713-1795) Sverige
- Tora Vega Holmström (1880-1967) Sverige
- Hanne-Vibeke Holst (1959-) Danmark
- Kirsten Holst (1936-2008) Danmark
- Anne Holt (1958- ) Norge
- Åsta Holth (1904-1999) Norge
- Liv Holtskog (1934-2014) Norge
- Signe Marie (Zinken) Hopp (1905-1987) Norge
- Agneta Horn (1629-1672) Sverige
- Inger Huuva-Utsi (1914-1984) Sverige
- Helvi Hämäläinen (1907-1998) Finland
- Maria Elisabet Hörnberg (1750-1796) Sverige
- Inge Haagensen (1919-1983) Danmark

### I
- Ilse Annika Idström (1947-2011) Finland
- Hanna Ilander (1974- ) Finland
- Lucie Ingemann (1792-1868) Danmark
- Lotte Inuk (1965- ) Danmark
- Hanne Irgens (1792-1853) Danmark
- Ulla Isaksson (1916-2000) Sverige
- Anna Sofie Iversdatter Á Skála (1822-1863) Færøerne

### J
- Birita Jacobsdatter Á Mýri (1805-1874) Færøerne
- Hansine Johanne Marie (Jo) Jacobsen (1884-1963) Danmark
- Gun Jacobson (1930-1996) Sverige
- Svava Jakobsdóttir (1930-2004) Island
- Drude Ulriche Petrea Krog Janson (1846-1934) Norge
- Tove Jansson (1914-2001) Finland
- Nanna Jeiner (1942- ) Danmark
- Kirsten Jensdatter (1648-1728) Danmark
- Eva Jensen (1955-2016) Norge
- Grethe Stenbæk Jensen (1925-2009) Danmark
- Ingrid Mejer Jensen (1952- ) Danmark
- Maria Kirstine Dorothea (Thit) Jensen (1876-1957) Danmark
- Ida Jessen (1964- ) Danmark
- Eeva Joenpelto (1921-2004) Finland
- Astrid Joensen (1949- ) Færøerne
- Dagny Joensen (1944- ) Færøerne
- Anna Johannesdotter (1878-1906) Sverige
- María Jóhannsdóttir (1886-1924) Island
- Helga Johansen (1852-1912) Danmark
- Margaret Johansen (1923-2013) Norge
- Oddvør Johansen (1941- ) Færøerne
- Klara Johanson (1875-1948) Sverige
- Majken Johansson (1930-1993) Sverige
- Ida Johnsen (1844-1924) Danmark
- Arnfríður Jónatansdóttir (1923-2006) Island
- Auđur Jónsdóttir (1973- ) Island
- Gunnhildur Jónsdóttir (1787-1866) Island
- Júlíana Jónsdóttir (1838-1918) Island
- Ragnheiður Jónsdóttir (1895-1967) Island
- Þóra Jónsdóttir (1925- ) Island
- Busk Rut Jonsson (1925-2010) Sverige
- Maria Jotuni (1880-1943) Finland
- Erna Juel-Hansen (1845-1922) Danmark
- Elisabeth Krag Juel-Vind-Arenfeldt (1806-1884) Danmark
- Christence Juul (1585-1659) Danmark
- Pia Elisabeth Juul (1962-2020) Danmark
- Helvi Juvonen (1919-1959) Finland
- Ann Jäderlund (1955- ) Sverige
- Mariaana Jäntti (1953- ) Finland
- Birgitta Järvstad (1934-2020) Sverige
- Lempi Jääskelainen (1900-1964) Finland
- Ragnhild Theodore Jølsen (1875-1908) Norge
- Nine Christine Gudrun Jönsson (1926-2011) Sverige

### K
- Birgitte Christine Kaas (1682-1761) Norge
- Anu Kaipainen (1933-2009) Finland
- Aino Kallas (1878-1956) Finland
- Mare Kandre (1962-2005) Sverige
- Mette Kappel (1953- ) Danmark
- Janina Katz (1939-2013) Danmark
- Ragna Kellgren (1913-2011) Sverige
- Hilda Augusta Amanda Kerfstedt (1835-1920) Sverige
- Ellen Key (1849-1926) Sverige
- Laura Anna Sophie Muller Kieler (1849-1932) Danmark
- Gustava Kielland (1800-1889) Norge
- Eeva Kilpi (1928- ) Finland
- Ellen Kirk (1902-1982) Danmark
- Nicoline Kirkegaard (1859-1929) Danmark
- Eila Kivikkaho (1921-2004) Finland
- Ingebjør Kivle (1800-?) Norge
- Gerda Kjellberg (1881-1972) Sverige
- Jessie Kleemann (1959- ) Grønland
- Stella (pseud. for Mathilde Malling) Kleve (1864-1942) Sverige
- Agneta Klingspor (1946-2022) Sverige
- Sophie Von Knorring (1797-1848) Sverige
- Greta Knutson-Tzara (1899-1983) Sverige
- Thekla Knös (1815-1880) Sverige
- Anna Lise (Nynne) Koch (1915-2001) Danmark
- Marianne Koester (1941- ) Danmark
- Christiane Birgitte Koren (1764-1815) Danmark
- Sonja Kovalevskij (1850-1891) Sverige
- Anne Krabbe (1552-1618) Danmark
- Kathinka Kraft (1826-1895) Norge
- Borghild Krane (1906-1997) Norge
- Kristence Kristensdatter (1796-1893) Danmark
- Lise-Lotte Kristensen (1961- ) Danmark
- Jørgine (Gina) Krog (1847-1916) Norge
- Leena Elisabeth Krohn (1947- ) Finland
- Agnes Von Krusenstjerna (1894-1940) Sverige
- Mateli Magdalena Kuivalatar (1777-1846) Finland
- Kirsi Kunnas (1924-2021) Finland
- Maria (tidl. Gummesson) Küchen (1961- ) Sverige
- Liv Køltzow (1945- ) Norge
- Amalia Wilhelmina Von Königsmarck (1663-1740) Sverige
- Maria Aurora Von Königsmarck (1662-1728) Sverige

### L
- Anna Tuxen Ladegaard (1913-2000) Danmark
- Selma Lagerlöf (1858-1940) Sverige
- Leena Lander (1955- ) Finland
- Ellen Landquist (1883-1916) Sverige
- Maria (pseud. for Dagmar Lange) Lang (1914-1991) Sverige
- Ina Lange (1846-1930) Finland
- Sissel Lange-Nielsen (1931- ) Norge
- Marianne Larsen (1951- ) Danmark
- Nathalie Larsen (1855-1925) Danmark
- Kate Larson (1961-2018) Sverige
- Elisabet Larsson (1940- ) Sverige
- Martha Larsson (1908-1993) Sverige
- Zenia Szajna Larsson (1922-2007) Sverige
- Elínborg Lárusdóttir (1891-1976) sland
- Cæcilie Lassen (1971- ) Danmark
- Anna Margrethe Lasson (1659-1738) Danmark
- Laura Latvala (1921-1986) Finland
- Anne Charlotte Leffler (1849-1892) Sverige
- Hebba Christina Lejonancker (1746-1789) Sverige
- Nina Lekander (1957- ) Sverige
- Ellen Gyrithe Lemche (1866-1945) Danmark
- Anna Maria Lenngren (1754-1817) Sverige
- Leonora Christina Ulfeldt (1621-1698) Danmark
- Cornelia Frederikke Juliane Victorine Levetzow (1836-1921) Danmark
- Olivia Levison (1847-1894) Danmark
- Sara Lidman (1923-2004) Sverige
- Sissel Lie (1942- ) Norge
- Tove Lie (1942-2000) Norge
- Rosa (pseud. for Anni Ylävaara) Liksom (1958- ) Finland
- Gertrud Lilja (1887-1984) Sverige
- Metta Lillie (1709-1788) Sverige
- Birgitta Lillpers (1958- ) Sverige
- Anne Lilmoes (1945- ) Danmark
- Pirkko Lindberg (1942- ) Finland
- Gurli Ingegärd Lindén (1940- ) Finland
- Marie (pseud. Stella) Linder (1840-1870) Finland
- Astrid Lindgren (1907-2002) Sverige
- Barbro Lindgren (1937-) Sverige
- Anna Lindhagen (1870-1941) Sverige
- Vilma Lindhé (1838-1922) Sverige
- Ebba Lindqvist (1908-1995) Sverige
- Merethe Lindstrøm (1963- ) Norge
- Aurora Ljungstedt (1821-1908) Sverige
- Hansigne Lorenzen (1870-1952) Danmark
- Kristina Lugn (1948-2020) Sverige
- Rauni Magga Lukkari (1943- ) Finland
- Henriette Lund (1829-1909) Danmark
- Marie Lund (1968- ) Danmark
- Emilie Lundberg (1858-1889) Sverige
- Liv Lundberg (1944-2022) Norge
- Ulla-Lena Lundberg (1947- ) Finland
- Eldrid Lunden (1940- ) Norge
- Lilly Lundequist (1847-1925) Sverige
- Guðrún Árnadóttir Frá Lundi (1877-1974) Island
- Marie Lundquist (1950- ) Sverige
- Hulda Dagny Lütken (1896-1946) Danmark
- Alice Lyttkens (1897-1991) Sverige
- Mia Leche Löfgren (1878-1966) Sverige
- Anne Marie Løn (1947- ) Danmark
- Ingri Lønnebotn (1946- ) Norge
- Cecilie Løveid (1951- ) Norge
- Harriet Augusta Dorothea Löwenhjelm (1887-1918) Sverige

### M
- Benthe Østrup Madsen (1931-2017) Danmark
- Ragnhild Magerøy (1920-2010) Norge
- Þórunn Elfa Magnúsdóttir (1910-1995) Island
- Bodil Malmsten (1944-2016) Sverige
- Eeva-Liisa Manner (1921-1995) Finland
- Carin Mannheimer (1934-2014) Sverige
- Maria Marcus (1926-2017) Danmark
- Laura Marholm (1854-1928) Sverige
- Maren Markussen (1851-1928) Danmark
- Helga Maria (Moa) Martinson (1890-1964) Sverige
- Vibeke Marx (1948- ) Danmark
- Magnea J. Matthíasdóttir (1953- ) Island
- Eva Mattsson (1940-2012) Sverige
- Enel Melberg (1943- ) Sverige
- Gabriela Melinescu (1942- ) Sverige
- Aila Meriluoto (1924-2019) Finland
- Tove Meyer (1913-1972) Danmark
- Katharina (Karin) Marie Bech Michaëlis (1872-1950) Danmark
- Aslaug Johanne Groven Michaelsen (1926-2017) Norge
- Maria Rebekka Mikkelsen (1872-1956) Færøerne
- Marja-Leena Mikkola (1939- ) Finland
- Niia Maria (efter 1997 Niia Jemina Bloch) Mjetchinsky (1971- ) Danmark
- Eva Moberg (1932-2011) Sverige
- Karin Helga Moe (1945- ) Norge
- Cally Monrad (1879-1950) Norge
- Nina Karin Monsen (1943- ) Norge
- Anna Munch (1856-1932) Norge
- Emerentze Munch (1786-1868) Norge
- Barbro Myrberg (1933-1993) Sverige
- Herdis Møllehave (1936-2001) Danmark
- Christine Mønster (1855-1913) Danmark
- Dea Trier Mørch (1941-2001) Danmark
- Sidsel Mørck (1937- ) Norge

### N
- Ester Nagel (1918-2005) Danmark
- Greta Naterberg (1772-1818) Sverige
- Dorthe Nathanielsen (1934-2015) Grønland
- Torborg Nedreaas (1906-1987) Norge
- Eva-Lena Neiman (1955- ) Sverige
- Åsa Nelvin (1951-1981) Sverige
- Åse-Marie Nesse (1934-2001) Norge
- Anne-Sofie Nielsen (1948- ) Sverige
- Lene Louise Nielsen (1951- ) Danmark
- Lone Munksgaard Nielsen (1968-) Danmark
- Ragna Vilhelmine Nielsen (1845-1924) Norge
- Selma Nielsen (1887-1954) Danmark
- Tove Nilsen (1952- ) Norge
- Ada Nilsson (1872-1964) Sverige
- Aurora Nilsson (1894-1972) Sverige
- Eva Elisabet Norberg-Hagberg (1915-2004) Sverige
- Hedvig Charlotta Nordenflycht (1718-1763) Sverige
- Annok Sarri Nordrå (1931-2013) Norge
- Ester Blenda Elisabeth Nordström (1891-1948) Sverige
- Wilhelmina Elisabeth Nordström (1815-1902) Finland
- Kjerstin Norén (1945- ) Sverige
- Serine Regine Normann (1867-1939) Norge
- Reidun Nortvedt (1947- ) Norge
- Helle Nyberg (1942- ) Danmark
- Julia Christina (pseud. Euphrosyne) Nyberg (1785-1854) Sverige
- Helena Augusta Nyblom (1843-1926) Danmark
- Gerd Nyquist (1913-1984) Norge
- Liv Nysted (1949-2010) Norge
- Fanny Carita Kristina Nyström (1940-2019) Finland
- Ingrid Maria Nyström (1917-1999) Sverige
- Kate Næss (1938-1987) Norge
- Lise Nørgaard (1917-2023) Danmark

### O
- Sofi Oksanen (1977- ) Finland
- Inger Margrethe Olsen (1956-2010) Norge
- Eva Kristina Olsson (1958- ) Sverige
- Hagar Olsson (1893-1978) Finland
- Vibeke Olsson (1958- ) Sverige
- Ólöf Sigurðardóttir Á Hlöðum (1857-1933) Island
- Hilja Onerva Lehtinen (1882-1972) Finland
- Hanna Ongelin (1848-1893) Finland
- Mari (pseud. for Anne Kristine Halling) Osmundsen (1951- ) Norge
- Suzanne Osten (1944- ) Sverige
- Jeanna Louise Oterdahl (1879-1965) Sverige
- Estrid Ott (1900-1967) Danmark
- Josefine Ottesen (1956- ) Danmark
- Elise (pseud. Ottar) Ottesen-Jensen (1886-1973) Norge

### P
- Anna-Karin Palm (1961- ) Sverige
- Margit Amalia Palmaer (1898-1991) Sverige
- Kirsti Paltto (1947- ) Finland
- Larin Paraske (1834-1904) Finland
- Tytti Parras (1943-2018) Finland
- Anna Catharina Von Passow (1731-1757) Danmark
- Súsanna Helena Patursson (1864-1916) Færøerne
- Marit Paulsen (1939-2022) Norge
- Inge Pedersen (1936-) Danmark
- Eila Pennanen (1916-1994) Finland
- Synnøve Persen (1950- ) Norge
- Gunilla Linn Persson (1956- ) Sverige
- Päivi Perttula (1966- ) Finland
- Rauna Paadar-Leivo (1942- ) Finland
- Lise Serritslev Petersen (1945- ) Danmark
- Mariane Petersen (1937- ) Grønland
- Pauline Petersen (1803-1886) Danmark
- Hedvig Amalia Af Petersens (1875-1961) Sverige
- Hilda Petri (1843-1926) Sverige
- Laura Petri (1879-1959) Sverige
- Tove Pilgaard (1930- ) Danmark
- Barbro Pilkrog (1937-2010) Sverige
- Carolina Von Platen (1816-1871) Sverige
- Agneta Pleijel (1940- ) Sverige
- Amelie Posse (1884-1957) Sverige
- Kristina Posse (1630-1668) Sverige
- Malan Poulsen (1963- ) Færøerne
- Juliane Preisler (1959- ) Danmark
- Alvilde Prydz (1846-1922) Norge
- Dagny Juel Przybyszewska (1867-1901) Norge
- Maila Pylkkönen (1931-1986) Finland

### Q
- Anne Margrethe Quitzow (1652-1700) Danmark

### R
- Ellen Frederikke Raae (1885-1965) Danmark
- Karen Margrethe (Kamma) Rahbek (1775-1829) Danmark
- Anna-Maija Raittila (1928-2012) Finland
- Eva Ramm (1925- ) Norge
- Minda Mathea Olava Ramm (1859-1924) Norge
- Marie Louise Ramnefalk (1941-2008) Sverige
- Taju (pseud. Irja Salla) Rantalainen (1912-1966) Finland
- Adda Ravnkilde (1862-1883) Danmark
- Nanna Reedtz (1835-1862) Danmark
- Märta Helena Reenstierna (1753-1841) Sverige
- Carine Rehbinder (1803-1875) Norge
- Signe Christine Antoinette Manna Reimer (1858-1943) Danmark
- Andrea Reinert (1894-1941) Færøerne
- Mirkka Rekola (1931-2014) Finland
- Maud Reuterswärd (1920-1980) Sverige
- Anna Sybille Reventlow (1753-1828) Danmark
- Frederike Juliane (Julie) Reventlow (1763-1816) Danmark
- Sophie Frederikke Louise Charlotte Reventlow (1747-1822) Danmark
- Jytte Rex (1942- ) Danmark
- Annie Riis (1927-2020) Norge
- Gerd Rindel (1941- ) Danmark
- Barbra Mathilde Ring (1870-1955) Norge
- Henrika Ringbom (1962- ) Finland
- Edith Rode (1879-1956) Danmark
- Anna Lisa Rolf (1886-1932) Sverige
- Anna Filippa Rolf (1924-1978) Sverige
- Marina Cecilie Roné (1967- ) Danmark
- Mathilda Roos (1852-1908) Sverige
- Franziska Von Rosen (1833-1912) Danmark
- Marianne Rosen (1941-2000) Danmark
- Grete Roulund (1946-2004) Danmark
- Caja Rude (1884-1949) Danmark
- Fredrika Charlotte Runeberg (1807-1879) Finland
- Eva Runefelt (1953- ) Sverige
- Carina Rydberg (1962- ) Sverige
- Elsi Elisabeth Rydsjö (1920-2015) Sverige
- Anna Viola Magda Rydstedt (1928-1994) Sverige
- Elisabeth Rynell (1954- ) Sverige
- Ulla Ryum (1937-2022) Danmark
- Aino Räsänen (1910-1995) Finland
- Hanna Rönnberg (1882-1946) Finland

### S
- Rönnog Seaberg (1932-2007) Sverige
- Tyyne Saastamoinen (1924-1998) Finland
- Sophie Sager (1825-1902) Sverige
- Sally Salminen (1906-1976) Finland
- Cora Sandel (1880-1974) Norge
- Maria Gustava Albertina Teresia Sandel (1870-1927) Sverige
- Carolina Wilhelmina (Lina) Sandell (1832-1903) Sverige
- Margit Sandemo (1924-2018) Norge
- Irmelin Sandman Lilius (1936-) Finland
- Margareta Sarri (1944- ) Sverige
- Kjersti Scheen (1943- ) Norge
- Charlotte Hedevig Schimmelmann (1757-1816) Danmark
- Johanne Helene Caroline Schiørring (1836-1910) Danmark
- Mathilde Schjøtt (1844-1926) Norge
- Tine Schmedes (1946- ) Danmark
- Solveig Margareta Von Schoultz (1907-1996) Finland
- Kristjane Schröder (1802-1873) Færøerne
- Alba Schwartz (1857-1942) Danmark
- Athalia Theophilia Schwartz (1821-1871) Danmark
- Marie Sophie Schwartz (1819-1894) Sverige
- Elisabeth Schøyen (1852-1936) Norge
- Sirkka-Liisa Selja (1920-2017) Finland
- Raija Siekkinen (1953-2004) Finland
- Kristín Sigfúsdóttir (1876-1953) Island
- Ásta Sigurðardóttir (1930-1971) Island
- Fríða Á. Sigurðardóttir (1940-2010) Island
- Jakobína Sigurðardóttir (1918-1994) Island
- Steinunn Sigurðardóttir (1950- ) Island
- Malla Silfverstolpe (1782-1861) Sverige
- Margit Simonsen (1908-1991) Danmark
- Elvi Sinervo-Ryömä (1912-1986) Finland
- Ingrid Sjöstrand (1922-2020) Sverige
- Maj Sjöwall (1935-2020) Sverige
- Wilhelmina Skogh (1850-1926) Sverige
- Amalie Skram (1846-1905) Norge
- Wendela Skytte (1608-1628) Sverige
- Ann Smith (1930-2018) Sverige
- Kim Småge (1945- ) Norge
- Anja (tidl. Kauranen) Snellman (1954- ) Finland
- Elsa Soini (1893-1952) Finland
- Marry Ailonieida Somby (1953-) Norge
- Birgit Signe Julia Fredrique Th(omaeus) Sparre (1903-1984) Sverige
- Berit Spong (1895-1970) Sverige
- Helle Stangerup (1939-2015) Danmark
- Sigge Stark (1896-1964) Sverige
- Frida Stéenhoff (1865-1945) Sverige
- Bodil Steensen-Leth (1945- ) Danmark
- Birgitta Alma Sofia Stenberg (1932-2014) Sverige
- Eira Stenberg (1943- ) Finland
- Elisabeth Stenius (1847-1924) Finland
- Margareta Stenman (1739-1811) Sverige
- Merja-Riitta Stenroos (1963- ) Finland
- Laila Stien (1946- ) Norge
- Marika Stiernstedt (1875-1954) Sverige
- Merete Stistrup (1952-) Danmark
- Vigdis Stokkelien (1934-2005) Norge
- Frederikke Louise Stolberg (1746-1824) Danmark
- Ingela Strandberg (1944- ) Sverige
- Kerstin Strandberg (1932- ) Sverige
- Charlotte Strandgaard (1943-2021) Danmark
- Anne Strandvad (1953- ) Danmark
- Helene Dorthea Pedersen Strange (1874-1943) Danmark
- Sara Stridsberg (1972- ) Sverige
- Eva Ström (1947- ) Sverige
- Hedvig Strömfelt (1723-1766) Sverige
- Margareta Strömstedt (1931- ) Sverige
- Ingeborg Stuckenberg (1866-1904) Danmark
- Wava Stürmer (1929-2022) Finland
- Wilhelmina Stålberg (1803-1872) Sverige
- Margareta Suber (1892-1984) Sverige
- Fanny Margrethe Kirstine Suenssen (1832-1918) Danmark
- Gun-Britt Sundström (1945- ) Sverige
- Karen Laurine Sundt (1841-1924) Norge
- Gunnel Annakarin Svedberg (1934-) Sverige
- Karin Sveen (1948- ) Norge
- Hanne Marie Svendsen (1933-) Danmark
- Marianne Sällström (1954- ) Sverige
- Wera Sæther (1945- ) Norge
- Edith Södergran (1892-1923) Finland
- Kerstin Söderholm (1897-1943) Finland
- Julie Weber Sødring (1823-1894) Danmark
- Synnøve Søe (1962- ) Danmark
- Inger Jens-Datter Sønberg (1648-1728) Danmark
- Bolette Sørensen (1855-1931) Danmark
- Louise Nathalie (Lise) Sørensen (1926-2004) Danmark
- Py Sörman (1897-1947) Sverige
- Astrid Saalbach (1955-) Danmark

### T
- Inghilda Tapio (1946- ) Sverige
- Sophie Dorthea Thalbitzer (1774-1851) Danmark
- Grethe Risbjerg Thomsen (1925-2009) Danmark
- Mette Thomsen (1970- ) Danmark
- Kerstin Thorék (1934- ) Sverige
- Liselotte Taarup (1938-2016) Danmark
- Pia Tafdrup (1952- ) Danmark
- Marie Ragnhild Takvam (1926-2008) Norge
- Maila Talvio (1871-1951) Finland
- Anna Magdalene Thoresen (1819-1903) Danmark
- Theodóra Thoroddsen (1863-1954) Island
- Emilie Thorup (1857-1890) Danmark
- Kirsten Thorup (1942- ) Danmark
- Kerstin Thorvall (1925-2010) Sverige
- Birgitte Thott (1610-1662) Danmark
- Arja Tiainen (1947- ) Finland
- Charlotte Cecilia af Tibell (1820-1901) Sverige
- Eeva Tikka (1939- ) Finland
- Märta Tikkanen (1935- ) Finland
- Astrid Tollefsen (1897-1973) Norge
- Rita Tornborg (1926- ) Sverige
- Merete Torp (1956- ) Danmark
- Ebba Torstenson (1924- ) Danmark
- Birgitta Trotzig (1929-2011) Sverige
- Eleonora Christine Tscherning (1817-1890) Danmark
- Mirjam Tuominen (1913-1967) Finland
- Aale Tynni (1913-1997) Finland
- Pernille Tønnesen (1956- ) Danmark

### U
- Vilhelmine Ullmann (1816-1915) Norge
- Sigrid Undset (1882-1949) Norge
- Kaari Utrio (1942- ) Finland
- Iris Uurto (1905-1994) Finland

### V
- Hjørdis Varmer (1936- ) Danmark
- Bjørg Vik (1935-2018) Norge
- Aslaug Vaa (1889-1965) Norge
- Katri (pseud. for Karin Heikel) Vala (1901-1944) Finland
- Gunnel Vallquist (1918-2016) Sverige
- Hilja Valtonen (1897-1989) Finland
- Anja Vammelvuo (1921-1988) Finland
- Ellen Marie Vars (1957- ) Norge
- Marja-Liisa Vartio (1924-1966) Finland
- Vibeke Vasbo (1944- ) Danmark
- Mâliâraq Vebæk (1917-2012) Grønland
- Halldis Moren Vesaas (1907-1995) Norge
- Anne Catharina Vestly (1920-2008) Norge
- Drífa Viðar (1920-1971) Island
- Aagot Vinterbo-Hohr (1936- ) Norge
- Johanne Vogt (1833-1906) Norge
- Barbara Voors (1967- ) Sverige
- Kerttu Vuolab (1951- ) Finland

### W
- Sara Wacklin (1790-1846) Finland
- Anna Wahlenberg (1858-1933) Sverige
- Lydia Katarina Wahlström (1869-1954) Sverige
- Eva Sylvia Waldemarsson (1903-1986) Sverige
- Iboja Wandall-Holm (1923- ) Danmark
- Herbjørg Wassmo (1942- ) Norge
- Mirjam Bastian Wechselmann (1969- ) Danmark
- Charlotte Weitze (1974- ) Danmark
- Elisabeth Welhaven (1815-1901) Norge
- Merete Nikoline Werdelin (1960- ) Danmark
- Barbro Werkmäster (1932-2020) Sverige
- Anna Dorotea Wessman (1717-1787) Sverige
- Anna Westberg (1946-2005) Sverige
- Helena Westermarck (1857-1938) Finland
- Josefina Wettergrund (1830-1903) Sverige
- Inger Marie Lycke Wexelsen (1832-1911) Norge
- Eva Wichman (1908-1975) Finland
- Anna Greta Wide (1920-1965) Sverige
- Kristina Widman (1929-2018) Sverige
- Inga-Britt Wik (1930-2008) Finland
- Gungerd Wikholm (1954- ) Finland
- Anita Wikman (1938- ) Finland
- Janette Pauline (Gisken) Wildenvey (1895-1985) Norge
- Elviira Willman-Eloranta (1875-1927) Finland
- Dorrit Willumsen (1940- ) Danmark
- Maj-Britt Willumsen (1949- ) Danmark
- Maria Wine (1912-2003) Danmark
- Mette Winge (1937-2022) Danmark
- Hanna Olava Winsnes (1789-1872) Norge
- Herta Wiren (1899-1991) Sverige
- Åsa Wohlin (1931- ) Sverige
- Lucie Wolf (1833-1902) Norge
- Pauline Frederikke Worm (1825-1883) Danmark
- Hella Wuolijoki (1886-1954) Finland
- Elin Wägner (1882-1949) Sverige

### Y
- Anna-Maija Ylimaula (1950- ) Finland

### Z
- Natalie Zahle (1827-1913) Danmark
- Vilhelmine Zahle (1868-1940) Danmark
- Hendrikke Barbara Wind Daae (Dikken) Zwilgmeyer (1853-1913) Norge

### Ø
- Edith Øberg (1895-1968) Norge
- Hanne Ørstavik (1969- ) Norge

### Å
- Anna Agriconia Åkerhielm (1642-1685) Sverige
- Sonja Åkesson (1926-1977) Sverige